# Lilian Baels
Liliana del Belgio, nata Mary Lilian Baels (Londra, 28 novembre 1916 – Waterloo, 7 giugno 2002), meglio conosciuta come Lilian, principessa de Réthy, fu la seconda moglie del re Leopoldo III del Belgio.

## Biografia

### Infanzia

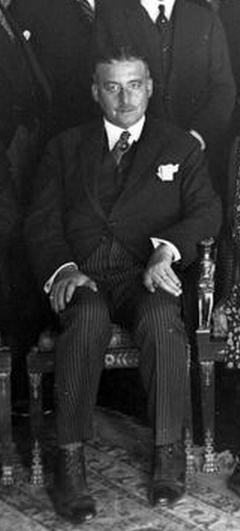
Henri Baels in una fotografia d'epoca

Mary Lilian Baels nacque a Londra, in Regno Unito, dove i suoi genitori vivevano in quel periodo. Era una dei nove figli di Henri Louis Baels e di sua moglie, Anne Marie de Visscher. Lilian fu inizialmente educata in inglese ma, al ritorno dei genitori in Belgio, frequentò una scuola a Ostenda, dove imparò l'olandese.
Proseguì gli studi in francese a Bruxelles. Completò la sua formazione frequentando una scuola di perfezionamento a Londra, Holy Child. Oltre all'impegno accademico, Lilian si dedicò intensamente allo sport, come sci, nuoto, golf e alla caccia.  Soprattutto, però, si dilettava, come il padre, con la letteratura e le arti. All'età di 20 anni, fu presentata al re Giorgio V del Regno Unito e alla regina Mary a Buckingham Palace.

### Amicizia con la famiglia reale belga

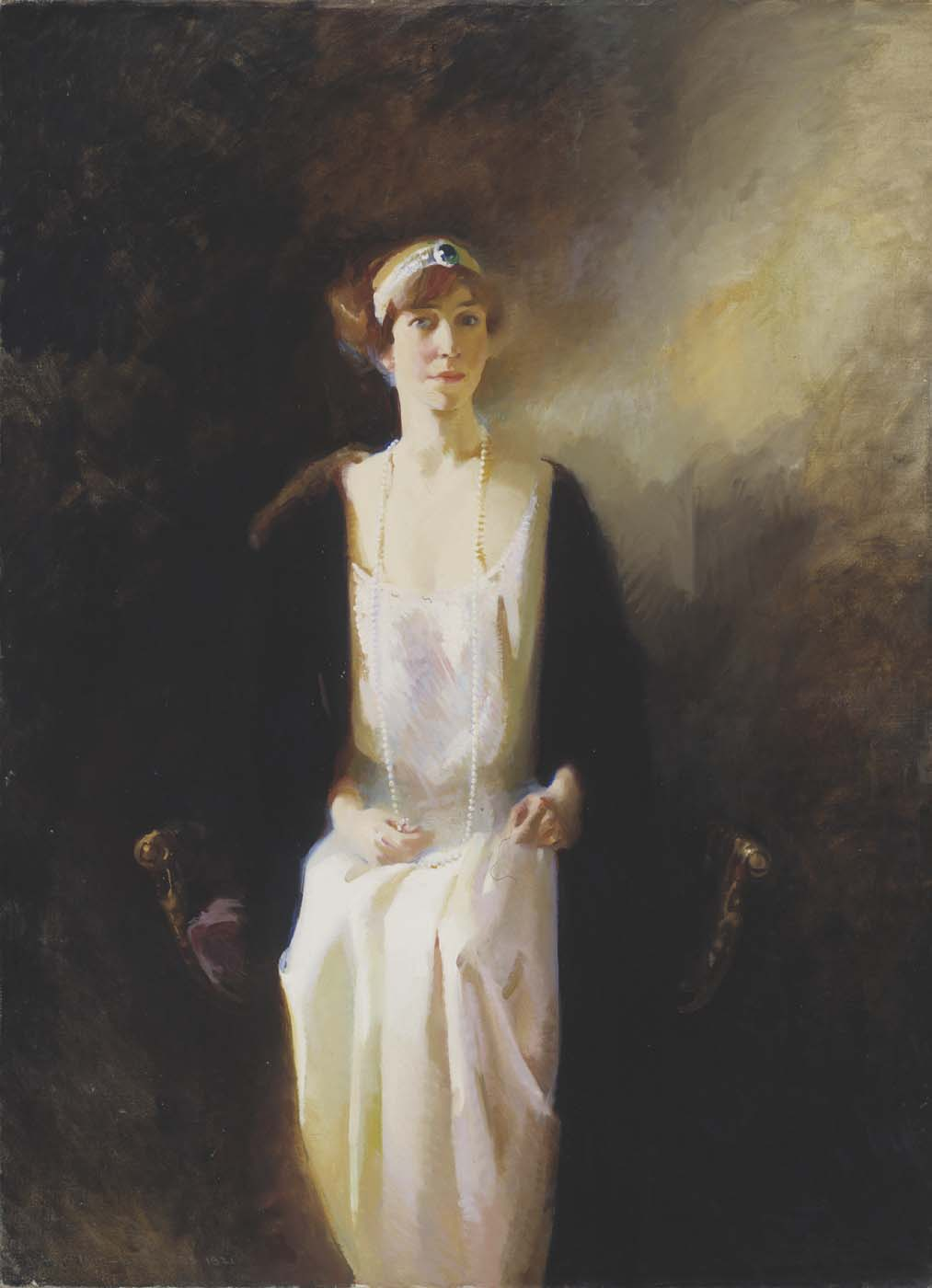
Elisabetta del Belgio nel 1921

Nel 1933, Lilian vide il futuro marito, il re Leopoldo III del Belgio, allora ancora principe ereditario, per la prima volta durante una parata militare. Pochi anni più tardi, quando Henri Baels, governatore della provincia delle Fiandre Occidentali, condusse la figlia ad una cerimonia pubblica, ebbe l'occasione di incontrare re Leopoldo, che presiedeva l'evento, per la seconda volta.
Nel 1937, Lilian e la madre incontrarono il re, ormai vedovo, nuovamente in un'altra occasione cerimoniale. Poco dopo, Leopoldo contattò il governatore Baels per invitarlo con sua figlia a unirsi a lui per una partita di golf il giorno seguente. Lilian vide il re anche nel 1939 in un garden-party organizzato in onore della regina Guglielmina d'Olanda, e poi sul campo da golf a Laeken, dove era stata invitata a pranzo dalla regina Elisabetta del Belgio, la madre di re Leopoldo. Un'ultima partita a golf nei pressi della costa belga ebbe luogo nel maggio del 1940, poco prima dell'invasione nazista del Belgio.

### Inizi della  seconda guerra mondiale in Belgio

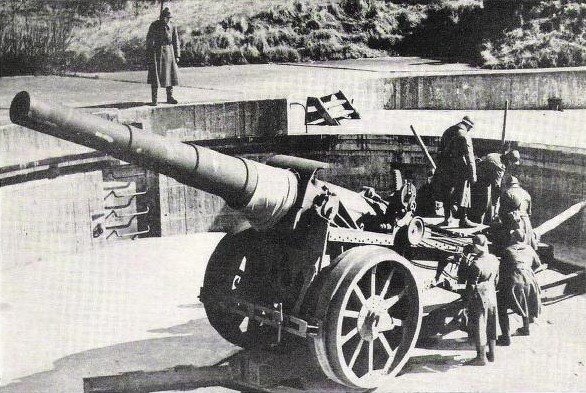
L'esercito belga nel 1941

In seguito all'invasione nazista del Belgio, la madre di Lilian si mise al servizio della Croce Rossa durante la campagna militare belga e alleata contro gli invasori. Lilian aiutò attivamente la madre nel suo nuovo ruolo, trasportando i feriti belgi e francesi in auto all'ospedale di San Giovanni di Bruges.
Il 18 maggio, Henri Baels andò alla ricerca del ministro degli interni, pensando che fosse partito per la Francia, al fine di ottenere una sua firma importante, ma ebbe un incidente d'auto e rimase ferito alle gambe e fu ricoverato in un ospedale di Le Havre. Nel frattempo la moglie decise di portare le figlie al sicuro in Francia, e Lilian guidò l'auto di famiglia durante il viaggio incontrandosi poi con Baels in un ospedale a Poitiers.
Baels fu successivamente accusato di aver abbandonato il suo posto di governatore, ma ottenuta un'udienza con il re, dopo la capitolazione dell'esercito belga il 28 maggio 1940 e l'incarcerazione stessa del re da parte dei tedeschi al Castello di Laeken, accompagnato da sua figlia Lilian, spiegò le circostanze del suo viaggio e venne giustificato.
Lilian e suo padre si occuparono della custodia dei rifugiati belgi nella regione di Anglet. Dopo la liberazione del Belgio, Henri Baels fu accusato di aver collaborato con i nazisti durante la guerra, sebbene avesse vissuto in Francia per tutto il periodo.

### Matrimonio e controversie

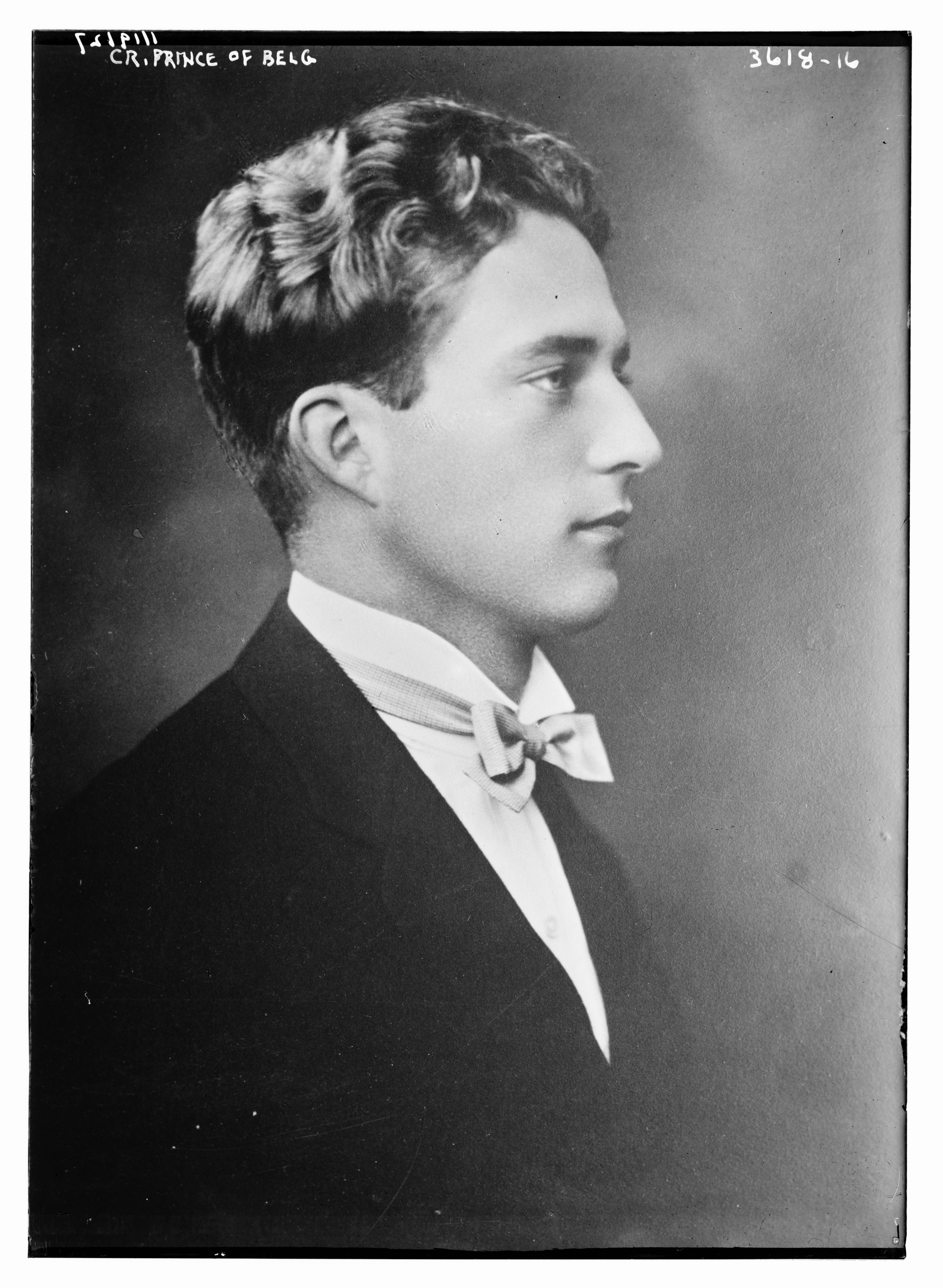
Leopoldo III del Belgio

Nel 1941, su invito della regina madre Elisabetta, Lilian visitò il re, prigioniero di guerra e tenuto agli arresti domiciliari nel castello di Laeken, visita seguita da molte altre. Leopold chiese a Lilian di sposarlo nel luglio del 1941. Lilian  ebbe il titolo non ufficiale di "principessa de Réthy" e si convenne che i loro discendenti sarebbero stati esclusi dalla successione al trono. Una cerimonia matrimoniale religiosa segreta ebbe luogo l'11 settembre 1941, nella cappella del castello di Laeken, alla presenza della regina Elisabetta, di Henri Baels, del cardinale Van Roey, arcivescovo di Mechelen e primate del Belgio. Ciò di fatto violava la legge belga, che richiedeva che il matrimonio religioso fosse preceduto da quello civile.
Sebbene inizialmente avesse previsto di posticipare il loro matrimonio civile fino alla fine della guerra, Lilian rimase incinta del suo primo figlio, rendendo necessario un matrimonio civile, che ebbe luogo il 6 dicembre 1941 e la rese principessa del Belgio.
Il matrimonio civile venne reso pubblico dal cardinale Van Roey in una lettera pastorale letta in tutte le chiese del Belgio nel mese di dicembre 1941. In Belgio ci furono opposte reazioni: alcuni mostrarono simpatia per la nuova coppia, inviando fiori e messaggi di congratulazioni al castello di Laeken, mentre altri sostennero che il matrimonio era incompatibile con lo status del re di prigioniero di guerra e con il suo dichiarato desiderio di condividere la sorte del suo popolo, o che il nuovo matrimonio fosse un tradimento della memoria della regina Astrid, bollando Lilian come intrigante scalatrice sociale.

### Deportazione nella Germania nazista

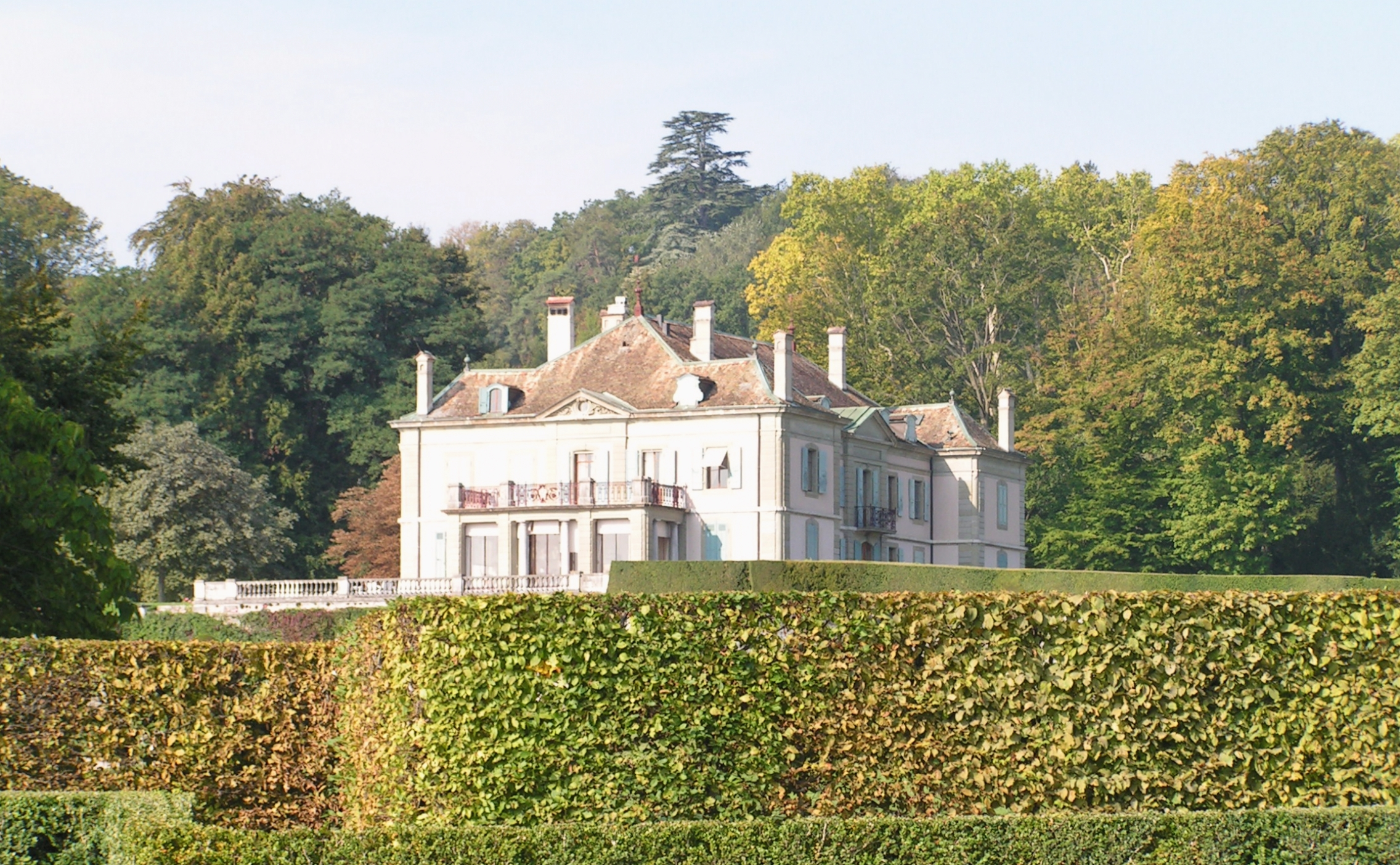
Villa Le Reposoir a Pregny-Chambésy, in Svizzera, ove Leopoldo III visse in esilio con Mary e la loro famiglia dal 1945 al 1950

Nel 1944, la famiglia reale belga fu deportata nella Germania nazista, dove rimase sorvegliata dalle SS, in condizioni difficili, con poco cibo e nella costante paura di perdere la vita. Un ufficiale nazista avrebbe cercato di dare loro del cianuro fingendo che si trattasse di vitamine per compensare la cattiva alimentazione. Durante il loro periodo di prigionia in Germania (e più tardi in Austria), Leopoldo e Lilian insieme impartirono lezioni private ai figli del re. Il re insegnava materie scientifiche, mentre sua moglie l'arte e la letteratura.
Nel 1945, la famiglia reale belga fu liberata dalle truppe americane sotto il comando del tenente generale Alexander Patch, che in seguito divenne un amico intimo del re Leopoldo e della principessa Lilian.

### La "questione reale" e le conseguenze

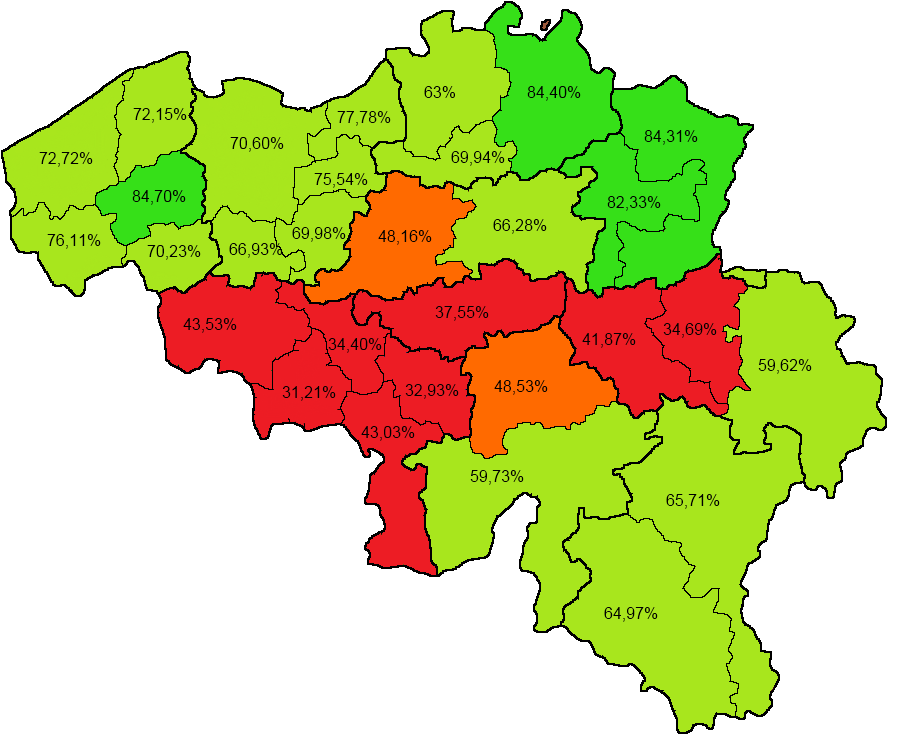
Mappa che mostra la percentuale dei voti favorevoli al rientro della famiglia reale in Belgio nel 1950. Le aree sono suddivise per regioni di voto. In rosso sono indicate le regioni in cui il re ottenne meno voti favorevoli e in verde scuro quelle ove ne ottenne di più

Dopo la sua liberazione, re Leopoldo fu impossibilitato a tornare in Belgio (anch'esso ormai liberato) a causa di una polemica politica che ruotava attorno alle sue azioni durante la seconda guerra mondiale. Era accusato di aver tradito gli alleati con una resa prematura nel 1940, e di aver collaborato con i nazisti durante l'occupazione del Belgio. 
Nel 1946, una commissione giuridica fu istituita per investigare in merito alla condotta del re durante la guerra e l'occupazione. Durante questo periodo, la famiglia reale belga visse a Pregny, in Svizzera, in esilio, mentre il fratello minore di re Leopoldo, il principe Carlo del Belgio, divenne reggente del paese. La commissione di inchiesta alla fine scagionò Leopoldo dalle accuse e nel 1950 il re fu in grado di ritornare in Belgio e riassumere la guida del suo regno. 
L'agitazione politica contro il re tuttavia continuò, portando a disordini civili. Nel 1951 re Leopoldo III del Belgio abdicò in favore del figlio ventunenne, il principe Baldovino. L'ex re Leopoldo e la principessa Lilian continuarono a vivere nel palazzo reale di Laeken fino al 1960.

### Argenteuil

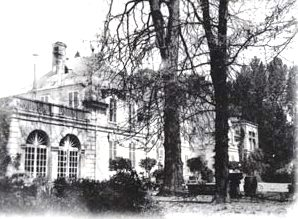
La tenuta di Argenteuil, presso Waterloo in Belgio

Nel 1960, in seguito al matrimonio di Baldovino, Leopoldo e Lilian si trasferirono in una proprietà del governo, la tenuta di Argenteuil, presso Waterloo in Belgio. Lilian si occupò del restauro della villa e Argenteuil divenne un centro culturale, ospitando scrittori, scienziati, matematici e medici. Leopoldo e Lilian viaggiarono anche molto in tutto il mondo.
A seguito di un intervento chirurgico al cuore di suo figlio Alexandre negli Stati Uniti durante la sua infanzia, la principessa Lilian istituì una Fondazione cardiologica. Sia prima che dopo la morte del marito, avvenuta nel 1983, Lilian proseguì nei suoi interessi nel mondo intellettuale e scientifico.

### Morte

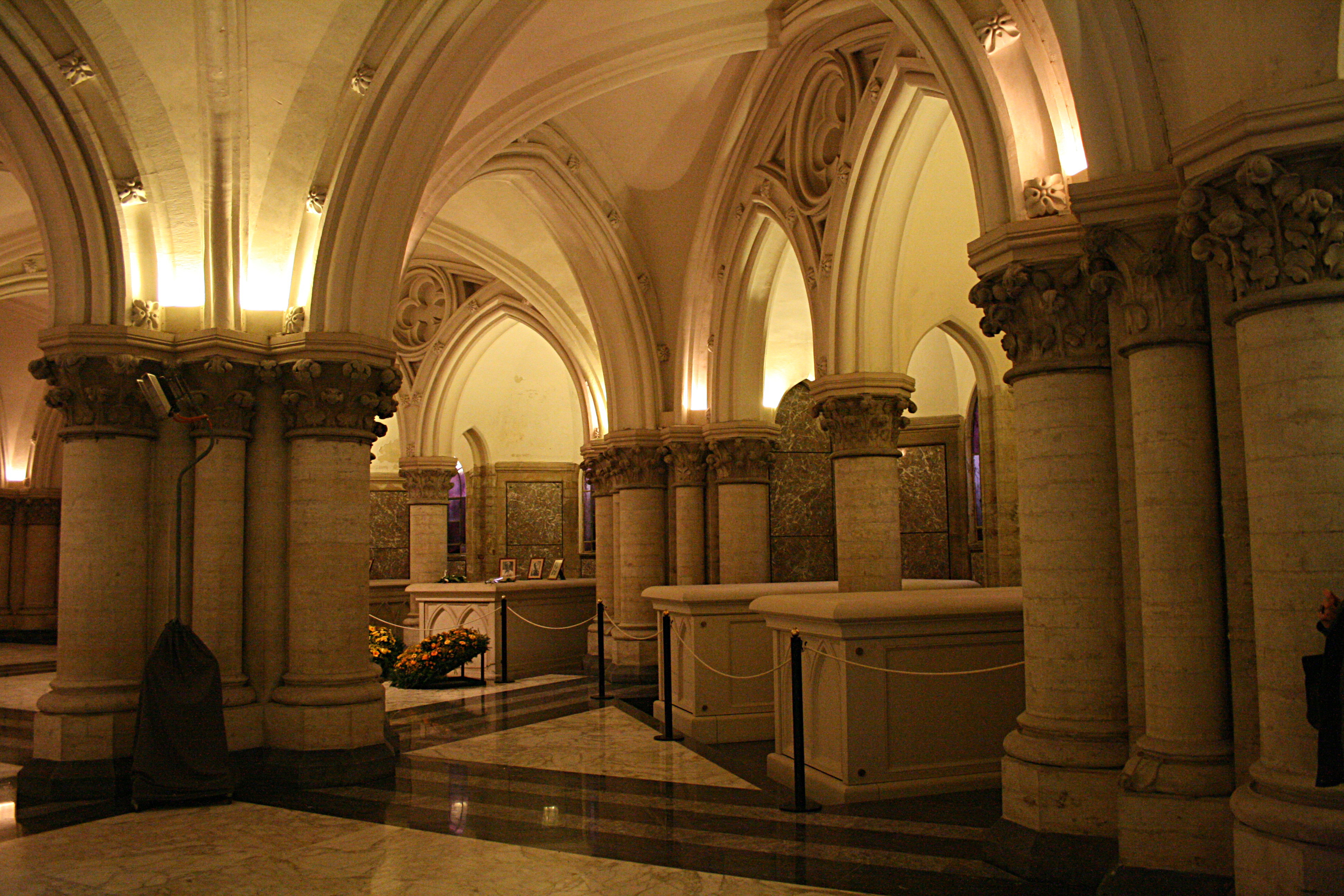
La tomba di Leopoldo III, Astrid di Svezia e Mary Lilian Baels

La principessa Lilian morì nella tenuta d'Argenteuil a Waterloo. Sebbene avesse espresso il desiderio di essere sepolta ad Argenteuil, fu inumata nella Cripta Reale della Chiesa di Nostra Signora di Laeken con re Leopoldo III del Belgio e la sua prima moglie, la regina Astrid. Parteciparono ai funerali la regina Fabiola,  i figliastri di Lilian Giuseppina Carlotta ed Alberto, così come i suoi figli Alexandre e Marie-Esméralda, mentre Marie-Christine, da lungo tempo in rotta con la famiglia, disertò il rito.
Successivamente alla sua morte fu organizzata una conferenza con medici e chirurghi per ricordare la sua attività a favore della cardiologia.

## Personalità e reputazione
Lilian fu conosciuta come una donna terribilmente rigorosa ed esigente verso sé stessa, e di conseguenza come una che poteva essere eccessivamente severa anche con gli altri.
A causa della polemica che girava attorno a re Leopoldo in base alle azioni da lui compiute durante la guerra ed in particolare, al suo secondo matrimonio, Lilian fu ampiamente impopolare in Belgio, ma una stretta cerchia di amici la ritennero una donna di grande bellezza, fascino, intelligenza, eleganza, forza di carattere, benevolenza, bontà, umorismo e cultura.

## Discendenza
Con il re Leopoldo III ebbe tre figli:
- Alexandre Emmanuel Henry Albert Marie Leopold, (1942–2009), principe del Belgio; sposò, nel 1991, Léa Inge Dora Wolman (il matrimonio divenne di dominio pubblico nel 1998).

- Marie-Christine Daphné Astrid Elisabeth Leopoldine, principessa del Belgio, nata a Bruxelles il 6 febbraio 1951. Si sposò per la prima volta nel 1981 con Paul Drucker (separata nel 1981, divorziata 1985); sposatasi per la seconda volta nel 1989, con Jean Paul Gourges. Risiede a Las Vegas.

- Marie-Esméralda Adélaïde Lilian Anne Leopoldine, principessa del Belgio, nata a Bruxelles il 30 settembre 1956. Sposatasi nel 1998 con Salvador Enrique Moncada. Hanno due figli: Alexandra e Leopoldo. Come giornalista, scrive sotto il nome d'arte di Esmeralda de Réthy.

## Titoli e trattamento
- 28 novembre 1916 – 11 settembre 1941: Miss Mary Lilian Baels
- 11 settembre 1941 – 7 giugno 2002: Sua altezza reale, la principessa Lilian del Belgio, principessa de Réthy